# Orthosimyia palaga
Orthosimyia palaga är en tvåvingeart som först beskrevs av Henry J. Reinhard 1944.  Orthosimyia palaga ingår i släktet Orthosimyia och familjen parasitflugor.
Artens utbredningsområde är Kalifornien. Inga underarter finns listade i Catalogue of Life.